# هنری او
هنری او (انگلیسی: Henry O؛ زادهٔ ۱۹۲۷) بازیگر اهل چین است.

از فیلم‌ها یا برنامه‌های تلویزیونی که وی در آن نقش داشته است می‌توان به آخرین امپراتور، گوشه قرمز، بارش برف روی سروها و ساعت شلوغی ۳ اشاره کرد.